# Програмски језици треће генерације
Програмски језици треће генерације (енгл. third-generation programming languages, 3GL) јесу генерацијски начин да се категоришу високи новои компјутерских програмских језика. Док су асемблерски језици, категорисани као Друга генерација програмског језика, машинско-зависни, 3ГЈ је много више машински независна и више програмерски-настројена. Ово укључује карактеристике као што су побољшана подршке за збирне врсте података, као и изражавање концепата на начин који више одговара програмеру, а не рачунару. Трећа генерација језика се побољшава у односу на другу генерацију језика тако што ће се компјутер побринути за неважне детаље. Језици 3ГЈ имају више апстракције него претходне генерације језика, и на тај начин се могу сматрати језицима вишег нивоа него њихове партнери прве и друге генерације.
Први пут представљенi крајем 1950-их, Fortran, Algol, и Кобол су рани примери ове врсте језика.
Најпопуларнији језици опште намене данас, као што су C, C++, C#, Јава, Бејсик и Паскал, су језици треће генерације, иако сваки од ових језика може бити даље подељен на остале подкатегорије на основу других савремених особина.
Већина језика 3ГЈ подржава структурирано програмирање.
Програмски језик, као што је C, Фортран, или Паскал омогућава програмеру да напише програме који су мање или више независни од одређеног типа рачунара. Такви језици се сматрају језицима високог нивоа јер су ближи људским језицима и даљи од машинског језика. Насупрот томе, језици асемблера сматрају се језицима ниског нивоа јер су веома близу машинског језика. 
Главна предност језика на високом нивоу преко језика ниског нивоа је да су лакши за читање, писање и одржавање. На крају крајева, програми написани на језику високог нивоа морају бити преведени на машински језик од стране компајлера или интерпретатора.
Први програмски језици високог нивоа су дизајнирани 1950. Примери раних језика на високом нивоу су ALGOL, COBOL, и FORTRAN. Ови програми могу да раде на различитим машинама, тако да су машински независни. Како су развијали нови, више апстрактни језици, концепти високих и ниских нивоа језика постали су прилично релативни. Многи од раних језика "високог нивоа" сада се сматрају за релативно низак ниво у односу на језике као што су Пајтон, Руби, и КомонЛисп.